# Subdivisões da Bolívia

## Departamentos
A Bolívia é um Estado unitário que consiste em 9 departamentos. Departamentos são as subdivisões primárias da Bolívia, e têm certos direitos ao abrigo da Constituição da Bolívia. Cada departamento é representado na Assembleia Legislativa Plurinacional da Bolívia, uma legislatura bicameral composta pelo Senado e pela Câmara dos Deputados. Cada departamento é representado por quatro senadores, enquanto deputados são atribuídos a cada estado, proporcionalmente à sua população total. 
Fora dos nove departamentos, La Paz é o mais populoso, com 2.706.351 habitantes em 2012; Pando é o menos populoso, com uma população de 110.436. O maior departamento por área é Santa Cruz, que abrange 370.621 quilômetros quadrados, enquanto o menor é de Tarija, que abrange 37.623 quilômetros quadrados.

### Lista de departamentos de Bolivia
Um dos países sem litoral na América do Sul, a  Bolívia é dividido em:
| Departamento                                 | Provincias | Capital                       | Superficie (km²) | População (hab) | Densidad (hab/km²) |
| -------------------------------------------- | ---------- | ----------------------------- | ---------------- | --------------- | ------------------ |
| El Beni                                      | 8          | Trinindad                     | 213.564          | 430.049         | 2,0                |
| Chuquisaca                                   | 10         | Sucre                         | 51.524           | 631.062         | 12,2               |
| Cochabamba                                   | 16         | Cochabamba                    | 55.631           | 1.786.040       | 32,1               |
| La Paz                                       | 20         | Nuestra Señora de La Paz      | 133.985          | 2.756.989       | 20,6               |
| Oruro                                        | 16         | Oruro                         | 53.588           | 444.093         | 8,3                |
| Pando                                        | 5          | Cobija                        | 63.827           | 75.335          | 1,2                |
| Potosí                                       | 16         | Potosí                        | 118.218          | 780.392         | 6,6                |
| Santa Cruz                                   | 15         | Santa Cruz de la Sierra       | 370.621          | 2.626.697       | 7,1                |
| Tarija                                       | 6          | Tarija                        | 37.623           | 496.988         | 13,2               |
| Bolívia                                      | 112        | Sucre (Constitucional) La Paz | 1.098.581        | 10.027.644      | 9,1                |
| Fuente: Proyecciones Demográficas 2008, INE. |            |                               |                  |                 |                    |

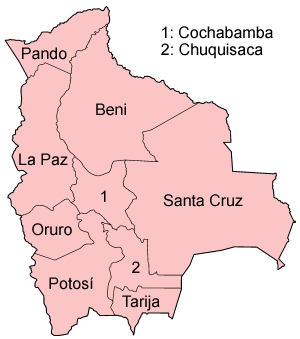
Departamentos da Bolívia

Cada departamento está subdividido em províncias (mesmo nome em castelhano), que são responsáveis por alguns assuntos locais.

### Províncias
| Departamentos Províncias   | Capitais                 | Área (km2) | População (censo 2001) | Densidade (hab./km2) | População (Estimativa 2005) | Bandeira |
| Departamento de Chuquisaca | Sucre                    | 51.524     | 531.522                | 10,32                | 601.823                     |          |
| -------------------------- | ------------------------ | ---------- | ---------------------- | -------------------- | --------------------------- | -------- |
| Belisario Boeto            | Villa Serrano            | 2.000      | 12.277                 | 6,14                 | 12.808                      |          |
| Hernando Siles             | Monteagudo               | 5.473      | 36.511                 | 6,67                 | 39.094                      |          |
| Jaime Zudáñez              | Villa Zudañez            | 3.738      | 33.482                 | 8,96                 | 36.468                      |          |
| Juana Azurduy de Padilla   | Azurduy                  | 4.185      | 26.515                 | 6,34                 | 29.397                      |          |
| Luis Calvo                 | Villa Vittorio Guzman    | 13.299     | 20.479                 | 1,54                 | 23.180                      |          |
| Nor Cinti                  | Camargo                  | 7.983      | 69.512                 | 8,71                 | 74.949                      |          |
| Oropeza                    | Sucre                    | 3.943      | 241.376                | 61,22                | 289.749                     |          |
| Sud Cinti                  | Camataqui                | 5.484      | 24.321                 | 4,43                 | 25.244                      |          |
| Tomina                     | Padilla                  | 3.947      | 37.482                 | 9,50                 | 40.462                      |          |
| Yamparáez                  | Tarabuco                 | 1.472      | 29.567                 | 20,09                | 30.472                      |          |
| Departamento de Cochabamba | Cochabamba               | 55.631     | 1.455.711              | 26,17                | 1.671.860                   |          |
| Arani                      | Arani                    | 506        | 24.053                 | 47,54                | 25.009                      |          |
| Arque                      | Arque                    | 1.077      | 23.464                 | 21,79                | 26.564                      |          |
| Ayopaya                    | Independencia            | 9.620      | 60.959                 | 6,34                 | 65.104                      |          |
| Bolívar                    | Bolívar                  | 413        | 8.635                  | 20,91                | 9.563                       |          |
| Capinota                   | Capinota                 | 1.495      | 25.582                 | 17,11                | 26.725                      |          |
| Carrasco                   | Totora                   | 15.045     | 116.205                | 7,72                 | 139.917                     |          |
| Cercado                    | Cochabamba               | 391        | 517.024                | 1.322,31             | 578.219                     |          |
| Chapare                    | Sacaba                   | 12.445     | 187.358                | 15,05                | 221.119                     |          |
| Esteban Arce               | Tarata                   | 1.245      | 31.997                 | 25,70                | 33.740                      |          |
| Germán Jordán              | Cliza                    | 305        | 31.768                 | 104,16               | 34.426                      |          |
| Mizque                     | Mizque                   | 2.730      | 36.181                 | 13,25                | 41.062                      |          |
| Narciso Campero            | Aiquile                  | 5.550      | 37.011                 | 6,67                 | 40.986                      |          |
| Punata                     | Punata                   | 850        | 47.735                 | 56,16                | 48.864                      |          |
| Quillacollo                | Quillacollo              | 720        | 246.803                | 342,78               | 313.204                     |          |
| Tapacarí                   | Tapacarí                 | 1.500      | 25.919                 | 17,28                | 29.937                      |          |
| Tiraque                    | Tiraque                  | 1.739      | 35.017                 | 20,14                | 37.421                      |          |
| Departamento de El Beni    | Trinidad                 | 213.564    | 362.521                | 1,70                 | 406.982                     |          |
| Cercado                    | Trinidad de Mojos        | 12.276     | 82.653                 | 6,73                 | 92.553                      |          |
| Iténez                     | Magdalena                | 36.576     | 18.878                 | 0,52                 | 20.086                      |          |
| José Ballivián             | Reyes                    | 40.444     | 68.174                 | 1,69                 | 79.318                      |          |
| Mamoré                     | San Joaquin              | 18.706     | 12.397                 | 0,66                 | 13.534                      |          |
| Marbán                     | Loreto                   | 15.126     | 14.454                 | 0,96                 | 15.658                      |          |
| Moxos                      | San Ignacio              | 33.316     | 21.643                 | 0,65                 | 23.608                      |          |
| Vaca Diéz                  | Riberalta                | 22.434     | 116.421                | 5,19                 | 132.974                     |          |
| Yacuma                     | Santa Ana                | 34.686     | 27.901                 | 0,80                 | 29.251                      |          |
| Departamento de La Paz     | La Paz                   | 133.985    | 2.350.466              | 17,54                | 2.630.381                   |          |
| Abel Iturralde             | Ixiamas                  | 42.815     | 11.828                 | 0,28                 | 14.060                      |          |
| Aroma                      | Villa Aroma              | 4.510      | 86.480                 | 19,18                | 99.162                      |          |
| Bautista Saavedra          | Villa General Perez      | 2.525      | 11.475                 | 4,54                 | 12.437                      |          |
| Caranavi                   | Caranavi                 | 3.400      | 51.153                 | 15,05                | 56.167                      |          |
| Eliodoro Camacho           | Puerto Acosta            | 2.080      | 57.745                 | 27,76                | 61.081                      |          |
| Franz Tamayo               | Apolo                    | 15.900     | 18.386                 | 1,16                 | 19.220                      |          |
| Gualberto Villarroel       | San Pedro de Curahuara   | 1.935      | 15.975                 | 8,26                 | 18.622                      |          |
| Ingavi                     | Viacha                   | 5.410      | 95.906                 | 17,73                | 106.874                     |          |
| Inquisivi                  | Inquisivi                | 6.430      | 59.495                 | 9,25                 | 62.030                      |          |
| José Manuel Pando          | Santiago de Machaca      | 1.976      | 6.137                  | 3,11                 | 7.107                       |          |
| José Ramón Loayza          | Luribay                  | 3.370      | 43.731                 | 12,98                | 48.607                      |          |
| Larecaja                   | Sorata                   | 8.110      | 68.026                 | 8,39                 | 69.295                      |          |
| Los Andes                  | Pucarani                 | 1.658      | 69.636                 | 42,00                | 74.693                      |          |
| Manco Kapac                | Copacabana               | 367        | 22.892                 | 62,38                | 24.502                      |          |
| Muñecas                    | Chuma                    | 4.965      | 25.163                 | 5,07                 | 29.698                      |          |
| Nor Yungas                 | Coroico                  | 1.720      | 23.681                 | 13,77                | 25.759                      |          |
| Omasuyos                   | Achacachi                | 2.065      | 85.702                 | 41,50                | 93.374                      |          |
| Pacajes                    | Corocoro                 | 10.584     | 49.183                 | 4,65                 | 53.113                      |          |
| Pedro Domingo Murillo      | Palca                    | 4.705      | 1.484.328              | 315,48               | 1.683.920                   |          |
| Sud Yungas                 | Chulumani                | 5.770      | 63.544                 | 11,01                | 70.660                      |          |
| Lago Titicaca              |                          | 3.690      | 0                      | 0,00                 | 0                           |          |
| Departamento de Oruro      | Oruro                    | 53.588     | 391.870                | 7,31                 | 433.481                     |          |
| Atahuallpa                 | Sabaya                   | 5.885      | 7.114                  | 1,21                 | 9.794                       |          |
| Carangas                   | Corque                   | 5.472      | 10.505                 | 1,92                 | 12.246                      |          |
| Cercado                    | Oruro                    | 5.766      | 241.230                | 41,84                | 262.847                     |          |
| Eduardo Avaroa             | Challapata               | 4.015      | 27.675                 | 6,89                 | 30.890                      |          |
| Ladislao Cabrera           | Salinas de Garcí Mendoza | 8.818      | 11.698                 | 1,33                 | 14.706                      |          |
| Litoral                    | Huachacalla              | 2.894      | 4.555                  | 1,57                 | 6.509                       |          |
| Nor Carangas               | Huayllamarca             | 870        | 5.790                  | 6,66                 | 6.435                       |          |
| Pantaleón Dalence          | Huanuni                  | 1.210      | 23.608                 | 19,51                | 23.946                      |          |
| Poopó                      | Poopó                    | 3.061      | 14.984                 | 4,90                 | 14.589                      |          |
| Puerto de Mejillones       | La Rivera                | 785        | 1.130                  | 1,44                 | 1.382                       |          |
| Sajama                     | Ciudad de Carangas       | 5.790      | 9.096                  | 1,57                 | 9.995                       |          |
| San Pedro de Totora        | Totora                   | 1.487      | 4.941                  | 3,32                 | 5.570                       |          |
| Saucarí                    | Toledo                   | 1.671      | 7.763                  | 4,65                 | 9.245                       |          |
| Sebastián Pagador          | Santiago de Huari        | 1.972      | 10.221                 | 5,18                 | 11.939                      |          |
| Sud Carangas               | Andamarca                | 3.536      | 6.136                  | 1,74                 | 7.576                       |          |
| Tomas Barrón               | Eucaliptus               | 356        | 5.424                  | 15,24                | 5.812                       |          |
| Departamento de Pando      | Cobija                   | 63.827     | 52.525                 | 0,82                 | 66.689                      |          |
| Abuná                      | Santa Rosa del Abuná     | 7.468      | 2.996                  | 0,40                 | 3.475                       |          |
| Federico Román             | Nueva Esperanza          | 13.200     | 2.242                  | 0,17                 | 2.912                       |          |
| Madre de Dios              | Puerto Gonzalo Moreno    | 10.879     | 9.521                  | 0,88                 | 11.220                      |          |
| Manuripi                   | Puerto Rico              | 22.461     | 8.230                  | 0,37                 | 9.505                       |          |
| Nicolás Suárez             | Cobija                   | 9.819      | 29.536                 | 3,01                 | 39.577                      |          |
| Departamento de Potosí     | Potosí                   | 118.218    | 709.013                | 6,00                 | 768.203                     |          |
| Alonzo de Ibáñez           | Sacaca                   | 2.170      | 27.755                 | 12,79                | 30.879                      |          |
| Antonio Quijarro           | Uyuni                    | 14.890     | 37.428                 | 2,51                 | 39.115                      |          |
| Bernardino Bilbao          | Arampampa                | 640        | 10.623                 | 16,60                | 11.294                      |          |
| Charcas                    | San Pedro                | 2.964      | 38.174                 | 12,88                | 43.084                      |          |
| Chayanta                   | Colquechaqua             | 7.026      | 90.205                 | 12,84                | 102.198                     |          |
| Cornelio Saavedra          | Betanzos                 | 2.375      | 58.706                 | 24,72                | 63.799                      |          |
| Daniel Campos              | Llica                    | 12.106     | 5.067                  | 0,42                 | 5.469                       |          |
| Enrique Baldivieso         | San Agustin              | 2.254      | 1.640                  | 0,73                 | 1.871                       |          |
| José María Linares         | Puna                     | 5.136      | 51.412                 | 10,01                | 52.946                      |          |
| Modesto Omiste             | Villazon                 | 2.260      | 36.266                 | 16,05                | 39.815                      |          |
| Nor Chichas                | Cotagaita                | 8.979      | 35.323                 | 3,93                 | 35.534                      |          |
| Nor Lípez                  | Colcha                   | 20.892     | 10.460                 | 0,50                 | 11.943                      |          |
| Rafael Bustillo            | Uncia                    | 2.235      | 76.254                 | 34,12                | 78.674                      |          |
| Sud Chichas                | Tupini                   | 8.516      | 47.873                 | 5,62                 | 47.961                      |          |
| Sud Lípez                  | San Pablo de Lípez       | 22.355     | 4.905                  | 0,22                 | 5.458                       |          |
| Tomás Frías                | Potosi                   | 3.420      | 176.922                | 51,73                | 198.163                     |          |
| Departamento de Santa Cruz | Santa Cruz de la Sierra  | 370.621    | 2.029.471              | 5,48                 | 2.388.799                   |          |
| Andrés Ibáñez              | Santa Cruz de la Sierra  | 4.821      | 1.260.549              | 261,47               | 1.526.187                   |          |
| Ángel Sandóval             | San Matias               | 32.030     | 13.073                 | 0,41                 | 14.135                      |          |
| Chiquitos                  | San Jose                 | 36.980     | 59.754                 | 1,62                 | 68.445                      |          |
| Cordillera                 | Lagunillas               | 86.245     | 101.733                | 1,18                 | 107.215                     |          |
| Florida                    | Samaipata                | 4.132      | 27.447                 | 6,64                 | 29.519                      |          |
| Germán Busch               | Puerto Suarez            | 24.765     | 33.006                 | 1,33                 | 36.589                      |          |
| Guarayos                   | Ascencion de Guarayos    | 29.450     | 31.577                 | 1,07                 | 37.275                      |          |
| Ichilo                     | Buena Vista              | 14.232     | 70.444                 | 4,95                 | 81.118                      |          |
| Ignacio Warnes             | Warnes                   | 1.216      | 53.231                 | 43,78                | 60.705                      |          |
| José Miguel de Velasco     | San Ignacio              | 65.425     | 56.702                 | 0,87                 | 63.312                      |          |
| Manuel María Caballero     | Comarapa                 | 2.310      | 20.010                 | 8,66                 | 21.798                      |          |
| Ñuflo de Chávez            | Concepción               | 52.043     | 93.997                 | 1,81                 | 111.813                     |          |
| Obispo Santistevan         | Montero                  | 3.673      | 142.786                | 38,87                | 161.307                     |          |
| Sara                       | Portachuelo              | 6.886      | 37.733                 | 5,48                 | 41.511                      |          |
| Vallegrande                | Vallegrande              | 6.413      | 27.429                 | 4,28                 | 27.870                      |          |
| Departamento de Tarija     | Tarija                   | 37.623     | 391.226                | 10,40                | 459.001                     |          |
| Aniceto Arce               | Padcaya                  | 5.205      | 52.570                 | 10,10                | 58.075                      |          |
| Burnet O'Connor            | Entre Rios               | 5.309      | 19.339                 | 3,64                 | 20.796                      |          |
| Cercado                    | Tarija                   | 2.078      | 153.457                | 73,85                | 183.001                     |          |
| Eustaquio Méndez           | San Lorenzo              | 4.861      | 32.038                 | 6,59                 | 34.070                      |          |
| Gran Chaco                 | Yacuiba                  | 17.428     | 116.318                | 6,67                 | 144.360                     |          |
| José María Avilés          | Uriondo                  | 2.742      | 17.504                 | 6,38                 | 18.699                      |          |
| Total                      |                          | 1.098.581  | 8.274.325              | 7,53                 | 9.427.219                   |          |